# Mitteilungen über Gegenstände des Artillerie- und Geniewesens
Mitteilungen über Gegenstände des Artillerie- und Geniewesens war von 1870 bis 1919 eine deutschsprachige militärische Fachzeitschrift in Österreich-Ungarn. Sie wurde vom K. K. Technischen Militär-Komitee in Wien herausgegeben. Nachfolger waren 1920 die Technischen Mitteilungen, 1921 bis 1929 die Militärwissenschaftlichen und technische Mitteilungen und schließlich die Militärwissenschaftlichen Mitteilungen. Vorgänger waren die Mittheilungen über Gegenstände der Artillerie- und Kriegswissenschaften.